# Michael Barrantes
Michael Francisco Barrantes Rojas (ur. 4 października 1983 w San José) – piłkarz kostarykański grający na pozycji defensywnego lub środkowego pomocnika. Od 2024 roku jest zawodnikiem klubu Puntarenas FC.

## Kariera klubowa
Swoją karierę piłkarską Barrantes rozpoczął w klubie AD Ramonense. W 2003 roku zadebiutował w nim w kostarykańskiej Segunda División. W sezonie 2004/2005 grał w AD Belén, a w 2005 roku odszedł do pierwszoligowego Puntarenas FC. W sezonie 2005/2006 wywalczył z nim wicemistrzostwo Kostaryki. W 2007 roku został zawodnikiem Deportivo Saprissa. Wywalczył z nim: mistrzostwo Apertury w sezonach 2007/2008 i 2008/2009 oraz Clausury w sezonach 2007/2008 i 2010.
W 2010 roku Barrantes przeszedł do norweskiego Aalesunds FK. W norweskiej lidze zadebiutował 8 sierpnia 2010 w wygranym 2:0 domowym meczu z Tromsø IL. W 2011 roku zdobył z Aalesunds Puchar Norwegii - w finałowym meczu z SK Brann (2:1) strzelił dwa gole dla swojej drużyny. W 2011 roku otrzymał Nagrodę Kniksena dla najlepszego pomocnika norweskiej ligi.
| Sezon   | Klub               | Kraj      | Rozgrywki        | Mecze | Bramki |
| ------- | ------------------ | --------- | ---------------- | ----- | ------ |
| 2003/04 | AD Ramonense       | Kostaryka | Segunda División | 11    | 2      |
| 2004/05 | AD Belén           | Kostaryka | Segunda División | 27    | 5      |
| 2005/06 | Puntarenas FC      | Kostaryka | Primera División | 17    | 0      |
| 2006/07 | Puntarenas FC      | Kostaryka | Primera División | 32    | 1      |
| 2007/08 | Deportivo Saprissa | Kostaryka | Primera División | 24    | 0      |
| 2008/09 | Deportivo Saprissa | Kostaryka | Primera División | 28    | 2      |
| 2009/10 | Deportivo Saprissa | Kostaryka | Primera División | 26    | 3      |
| 2010    | Aalesunds FK       | Norwegia  | Tippeligaen      | 7     | 2      |
| 2011    | Aalesunds FK       | Norwegia  | Tippeligaen      | 29    | 6      |
| 2012    | Aalesunds FK       | Norwegia  | Tippeligaen      | 28    | 9      |
| 2013    | Aalesunds FK       | Norwegia  | Tippeligaen      | 26    | 7      |

## Kariera reprezentacyjna
W reprezentacji Kostaryki Barrantes zadebiutował w 2006 roku. W 2007 roku został powołany do kadry na Złoty Puchar CONCACAF 2007. Wystąpił na nim w czterech meczach: z Kanadą (1:2), z Haiti (1:1), z Gwadelupą (1:0) i w ćwierćfinale z Meksykiem (0:1 po dogrywce). Z kolei w 2013 roku dostał powołanie do kadry na Złoty Puchar CONCACAF 2013.